# Hollandsche Electrische-Spoorweg-Maatschappij

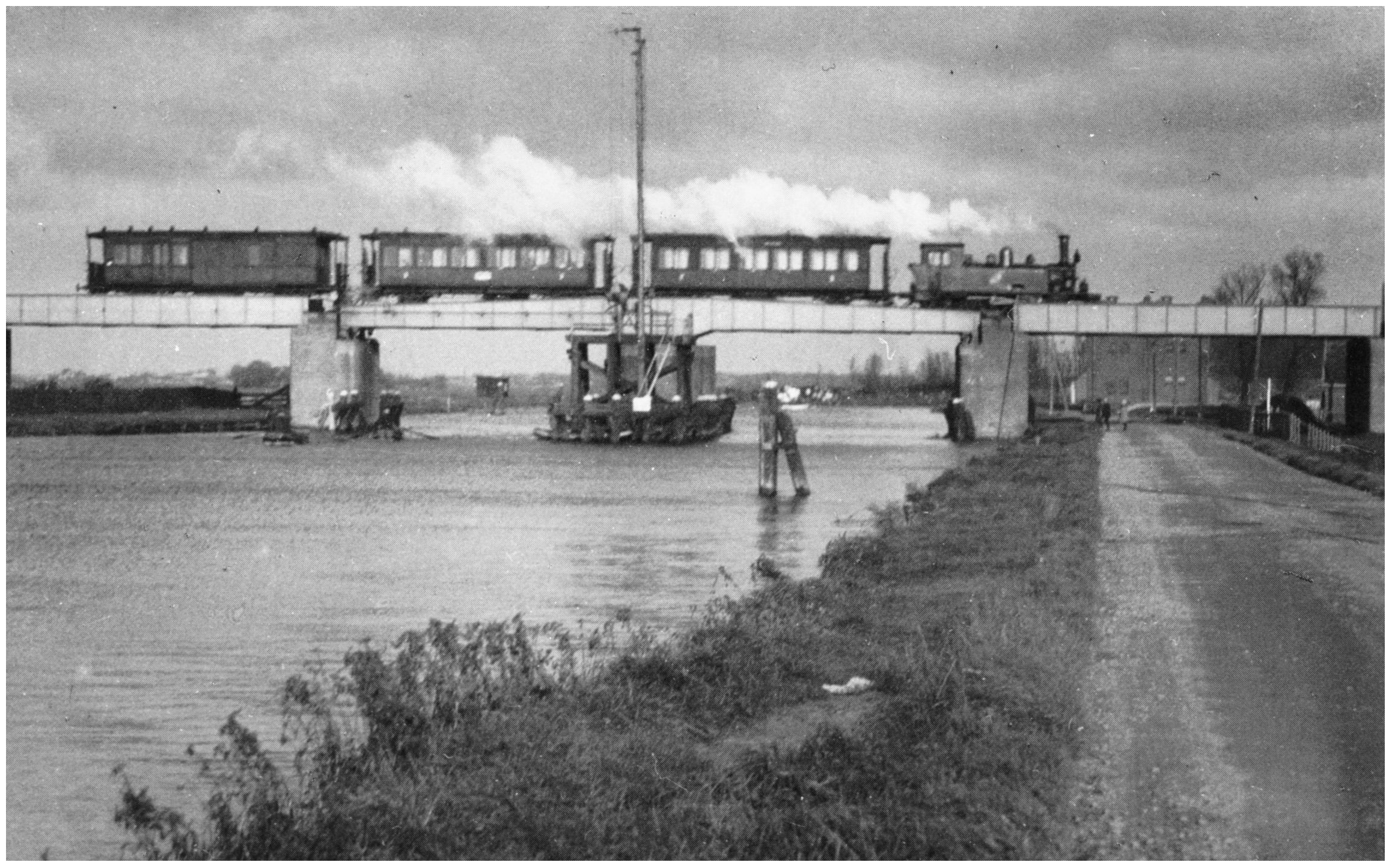
Stoomtrein op de draaibrug over de Zijl bij Leiden, op het HESM-traject Leiden Heerensingel - Hoofddorp, ca. 1930

De Hollandsche Electrische-Spoorweg-Maatschappij (HESM) werd opgericht op 6 mei 1898 te Amsterdam. Men had plannen om in het gebied tussen Amsterdam, Haarlem, Leiden en Utrecht een net van elektrische spoorlijnen aan te leggen. Uiteindelijk resulteerde dit in de aanleg van een aantal lokaalspoorlijnen, bekend onder de naam Haarlemmermeerspoorlijnen, die vanaf het begin door de HSM met stoomtractie werden geëxploiteerd. De lijnen werden nooit geëlektrificeerd.
De HESM legde tussen 1912 en 1918 de volgende spoorlijnen aan:  
- Hoofddorp – Leiden Heerensingel – Aansluiting HSM
- Aalsmeer – Haarlem
- Aalsmeer – Nieuwersluis-Loenen
- Aalsmeer – Amsterdam Willemspark
- Bovenkerk – Uithoorn
- Uithoorn – Alphen aan den Rijn
- Nieuwveen – Ter Aar

De lijnen Hoofddorp – Leiden Heerensingel, Uithoorn – Alphen aan den Rijn en Nieuwveen – Ter Aar werden opgeheven op 1 januari 1936. De overige lijnen werden op dezelfde datum overgenomen door de HSM.
- Zie verder Haarlemmermeerlijnen